# Pro-Música Brasil
La Pro-Música Brasil (PMB) (precedentemente nota come Associação Brasileira dos Produtores de Discos) è un organo di rappresentanza ufficiale delle case discografiche nel mercato fonografico brasiliano.

## Certificazioni
Prima del 1990, non c'erano certificazioni musicali in Brasile. Dopo quell'anno, i livelli di certificazione erano:

### Artisti brasiliani (nazionali)
CD
| Certificazione | Prima del 1º gennaio 2004 | Prima del 1º gennaio 2006 | Prima del 1º gennaio 2010 | Dal 1º gennaio 2010 |
| -------------- | ------------------------- | ------------------------- | ------------------------- | ------------------- |
| Oro            | 100 000                   | 50 000                    | 50 000                    | 40 000              |
| Platino        | 250 000                   | 125 000                   | 100 000                   | 80 000              |
| Doppio Platino | 500 000                   | 250 000                   | 200 000                   | 160 000             |
| Triplo Platino | 750 000                   | 375 000                   | 300 000                   | 240 000             |
| Diamante       | 1 000                     | 500 000                   | 500 000                   | 300 000             |

DVD
| Certificazione | Prima del 1º gennaio 2006 | Dal 1º gennaio 2006 |
| -------------- | ------------------------- | ------------------- |
| Oro            | 25 000                    | 25 000              |
| Platino        | 50 000                    | 50 000              |
| Doppio Platino | —                         | 100 000             |
| Triplo Platino | —                         | 150 000             |
| Diamante       | 100 000                   | 250 000             |

Scarico da internet
- Oro: 50 000
- Platino: 100 000
- Diamante: 500 000

### Artisti internazionali
CD
| Certificazione | Prima del 1º gennaio 2001 | Prima del 1º gennaio 2006 | Prima del 1º gennaio 2010 | Dal 1º gennaio 2010 |
| -------------- | ------------------------- | ------------------------- | ------------------------- | ------------------- |
| Oro            | 100 000                   | 50 000                    | 30 000                    | 20 000              |
| Platino        | 250 000                   | 125 000                   | 60 000                    | 40 000              |
| Doppio Platino | 500 000                   | 250 000                   | 120 000                   | 80 000              |
| Triplo Platino | 750 000                   | 375 000                   | 180 000                   | 120 000             |
| Diamante       | 1 000                     | 500 000                   | 250 000                   | 160 000             |

DVD
| Certificazione | Prima del 1º gennaio 2006 | Dal 1º gennaio 2006 |
| -------------- | ------------------------- | ------------------- |
| Oro            | 25 000                    | 15 000              |
| Platino        | 50 000                    | 30 000              |
| Doppio Platino | —                         | 60 000              |
| Triplo Platino | —                         | 90 000              |
| Diamante       | 100 000                   | 125 000             |

Scarico da internet
- Oro: 50 000
- Platino: 100 000
- Diamante: 500 000